# Кыргызстан на зимних Азиатских играх 2011
На Зимних Азиатских играх 2011 года Кыргызстан представляли 49 спортсменов, выступавших в 5 видах спорта.

## Медалисты

### Бронза
| Бронза |            |                          |
| №      | Спортсмены | Вид спорта (дисциплина)  |
| 1      | Сборная    | Хоккей с мячом (мужчины) |

## Результаты соревнований

### Биатлон
От Кыргызстана в биатлоне выступали Азамат Божокоев и Зафар Шахмуратов. Оба не прошли в первую десятку.

### Горнолыжный спорт
От Кыргызстана в горнолыжном спорте выступали Александр Трелевский и Дмитрий Трелевский.

### Лыжное ориентирование
Мужская сборная:
- Тамерлан Джумабеков
- Игорь Гусев
- Андрей Савиных

Женская сборная:
- Евгения Чернобаева
- Ольга Горожанина
- Елена Рыбалова

### Фигурное катание
- Карина Ураимова

### Хоккей с мячом
Сборная Кыргызстана по хоккею с мячом на Зимней Азиаде-2011:
- Капитан команды — Рамис Жуматаев.
- Вратари: Эльзар Болотбеков, Курманбек Иманкариев.
- Защитники: Бак Асанкулов, Нурбек Тоголоков, Азамат Бегимбаев, Сагынбек Кадыров, Мирбек Жусупов, Нуралы Кулманбетов
- Полузащитники: Эмильбек Жумалиев, Нурбек Ногоев, Калдыбек Кулманбеков.
- Нападающие: Тологон Жолдош уулу, Мурасбек Осмонов, Чынарбек Бейшембеков, Бердибек Иманбеков.
- Тренер команды — Алмамбет Кулчунов.
- Врач — Шакирдин Султанов.
- Администратор — Жаныбек Аралбаев.

Кыргызстан проиграл Монголии (2:17) и Казахстану (0:21), но так как в соревнованиях по хоккею с мячом участвовало всего три команды, то сборная Кыргызстана по хоккею с мячом получила бронзовую медаль.

### Хоккей с шайбой
На соревнованиях по хоккею Кыргызстан участвовал в играх Первого дивизиона. Сначала он выиграл у Таиланда (15:4) и сборной ОАЭ (14:0), затем победил Монголию (13:3) и Малайзию (23:2), и неожиданно чуть было не проиграл аутсайдеру турнира — сборной Бахрейна, в итоге, однако, сумев вырвать победу (15:10). Затем, разгромив спортсменов из Кувейта (15:4), он обеспечил себе первое место в Первом дивизионе.